# Salvador Sallarés
Salvador Ramón Sallarés (La Paz, Provincia de Entre Ríos, 30 de julio de 1883 - Florencio Varela, Provincia de Buenos Aires, 16 de mayo de 1963) fue un médico y político argentino perteneciente a la Unión Cívica Radical, que se desempeñó como presidente del Concejo Deliberante Municipal y del Consejo Escolar por varios períodos, fue elegido diputado por la provincia de Buenos Aires en 1924 y en 1931, aunque en esa última ocasión no pudo asumir el cargo ya que el gobierno de facto de José Félix Uriburu anuló aquellos comicios. Fue Convencional Nacional y Provincial de la UCR, presidiendo también el comité local de Florencio Varela. Ejerció más de cincuenta años como médico, en muchas ocasiones sin cobrar a sus pacientes. Fue apresado en la Isla Martín García por los sucesos de 1934 en Santa Fe.

## Biografía
Salvador Ramón Sallarés nació el 30 de julio de 1883 en La Paz, Provincia de Entre Ríos fruto de la unión de Salvador Alberto Sallarés y María Ignacia Manuela Dillon. Al terminar sus estudios en Villa Urquiza se mudó a la ciudad de Buenos Aires y cursó en la escuela San José, más tarde egresó de esa escuela y obtuvo su título de medicina en la Facultad de Medicina de la Universidad de Buenos Aires. Poco después de recibirse de médico, Amador Villa Abrialle lo acompañó a Florencio Varela, lugar en donde viviría por el resto de su vida.
En Florencio Varela se destacó por ser un doctor desconsiderado por el dinero, solidario y sin horarios para sus pacientes, también por atenderlos incluso cuando había lluvias. Sallarés también ejerció una vida política activa. Se sumó al radicalismo político de la Unión Cívica Radical, de la rama yrigoyenista.

### Líder de la UCR en Florencio Varela
En abril de 1917 el presidente radical Hipólito Yrigoyen interviene Buenos Aires como consecuencia de la violación que la ley electoral provincial hacía de la ley nacional al impedir el voto de los jóvenes de 18 a 22 años, José Luis Cantilo fue el Comisionado Nacional en la provincia. Cuando el Comandante Vicente Cabello fue reelecto en el cargo de presidente del comité de la Unión Cívica Radical durante el año 1917, Sallarés en ese entonces era consejero, junto a Pedro Castirino, Juan Nolisio y Adolfo Tonnelier, Sallarés había reemplazo a Pedro Negrette, quién había sido consejero en el primer mandato de 27 de agosto de 1916. En Florencio Varela fue nombrado Comisionado Alberto Barzi, ante él se presentaron el 1 de enero de 1918 para constituir un gobierno municipal los electos en abril del año anterior Antonio Bengochea, Vicente Cabello, Tomás Guthrie y Pedro Bernaschina todos candidatos de la UCR, también lo hacen los electos consejeros escolares, Salvador Sallarés, Tobias Berascola, Félix Morando y Martín Villar.
El 1 de mayo de 1918, se constituye el nuevo Consejo bajo la Presidencia de Sem Luis Rosselli e integrado por Sallarés, Martín Villar, Tobías Beráscola y Félix Morando. En los años 1920 y 1921 es electo como Presidente Sallarés, quién actúa con Pedro Arbe, Tóbias Beráscola, Felix Morando y Carlos Terzaghi, durante el primer período y con Baltasar Tejeiro Sánchez, Florentino Calvi, Juan Aguirre y Carlos Terzagui, en el segundo, y durante el año 1922, presidió el consejo Humberto Robertazzi. En 1924 fue elegido Presidente del Consejo Escolar. En 1925 es resultó elegido Presidente del Consejo Antonio Bengochea, mientras que en 1926 por renovación parcial del Consejo Deliberante se incorporaron los nuevos consejeros electos entre ellos Sallarés. En 1927 Sallares fue reelecto en el ejercicio de la Presidencia. En 1928 asume la intendencia Luis Rosselli y se incorporan los nuevos concejales electos, entre ellos Sallarés nuevamente. En 1929 Sallarés es reelecto en el cargo de Presidente que también lo había ejercido el año anterior. En 1930 es designado presidente Alberto Barzi.

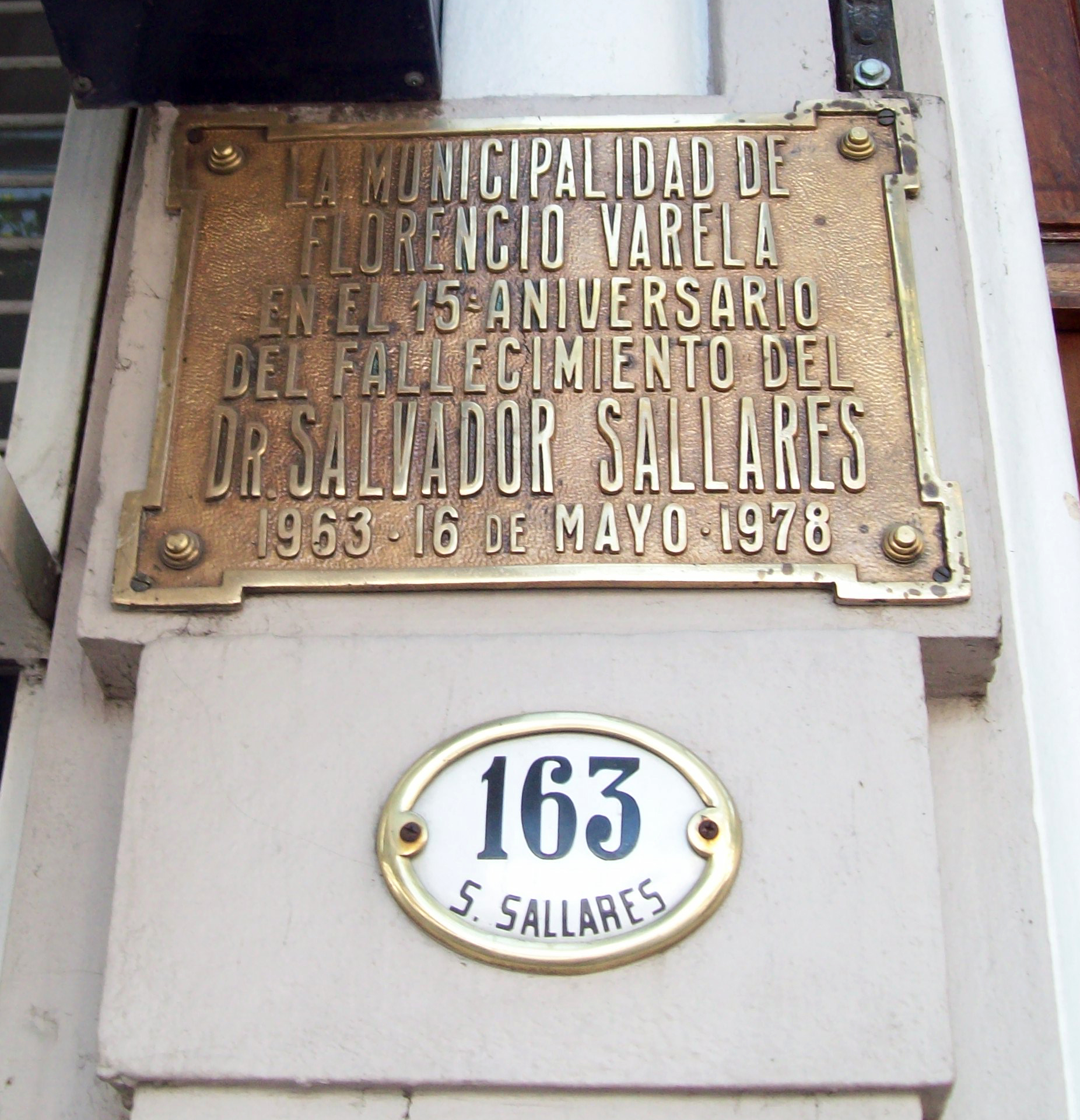
Placa de bronce por el decimoquinto aniversario de su defunción, en su casa, en la calle que lleva su nombre.

Brindó cincuenta años de su tarea de médico.
Murió el 16 de mayo de 1963 en el velorio que se realizó en el Honorable Concejo Deliberante resultó incesante el desfile de personas de todas las condiciones sociales, deseosas de rendir tributos.

## Compra de una parte del comité de la Unión Cívica Radical

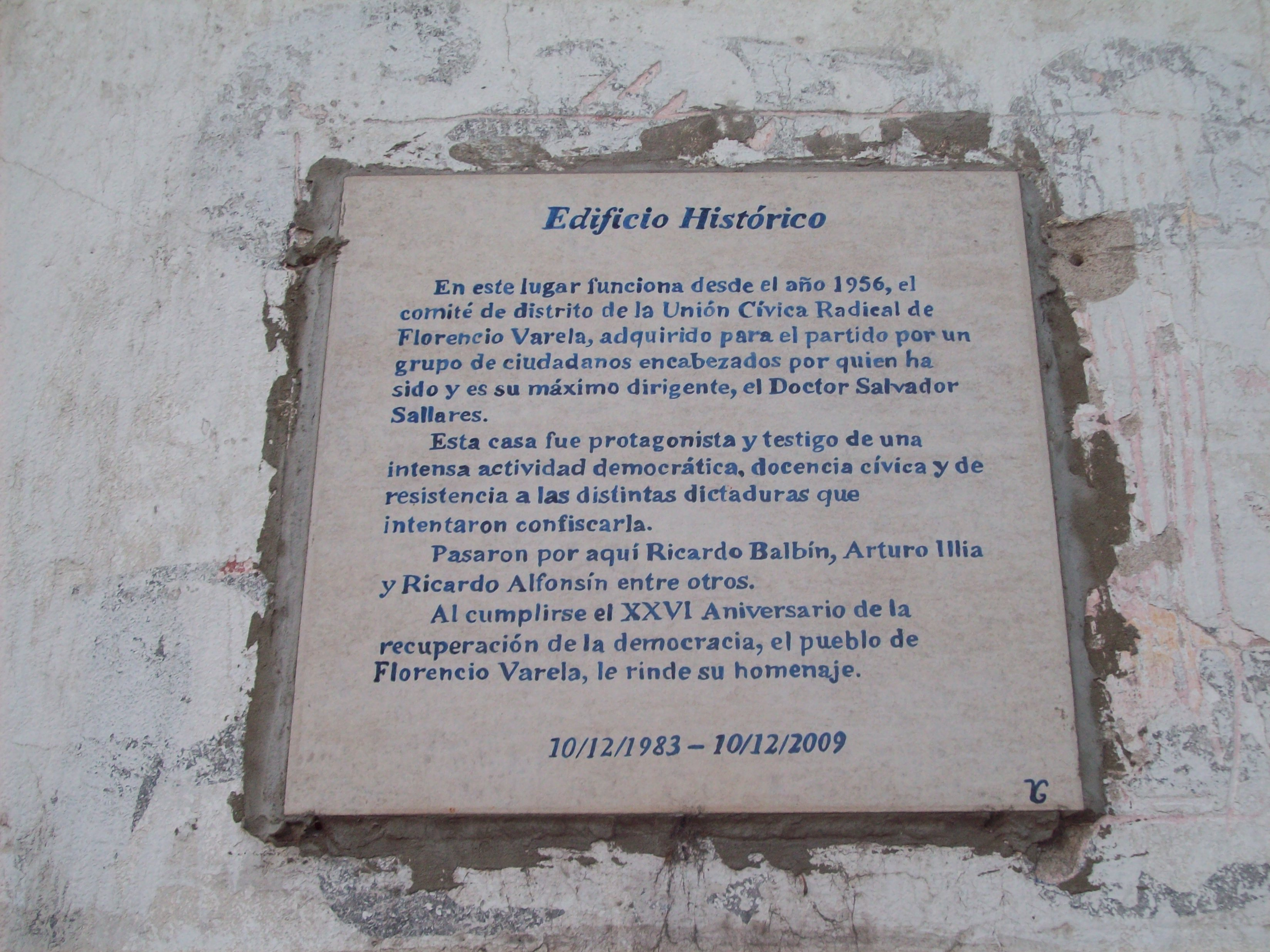
Placa pegada en la pared de la calle España del comité de la Unión Cívica Radical, dice en su primer párrafo: "En este lugar funciona desde el año 1956, el comité de distrito de la Unión Cívica Radical de Florencio Varela, adquirido para el partido por un grupo de ciudadanos encabezados por quien ha sido su máximo dirigente, el Doctor Salvador Sallarés".

A mediados de la década de 1950 un grupo de varelenses junto al doctor Sallarés, decidieron comprar el edificio ubicado en la esquina de las calles Mitre y España de Florencio Varela, para que allí funcione el comité de la Unión Cívica Radical.
En la época en que un golpe de Estado para derrocar al gobierno de Hipólito Yrigoyen, era una realidad cada vez más cercana, fue la idea del comité de la Provincia de Buenos Aires que las propiedades que se compraran para el partido. Pero la adquisición de la propiedad estaría dividida en cuatro partes, que serían cuatro afiliados del partido, tendrían que ser cuatro personas de mucha confianza para tal responsabilidad, la propiedad paso a Juan Scrocchi, Juan P. Pagani, Francisco Landi y Julio César Devicenzi, pero hasta tanto se estabilizara la situación institucional, y a fin de que las mismas no fueran confiscadas por las dictaduras de turno. Tal como ocurrió como con la dictadura de Juan Carlos Onganía. Esto evitó que en Florencio Varela, se perdiera aquella propiedad.
El único beneficiario con vida de la parte de la propiedad de Sallarés, era Devicenzi, quién había sido presidente del comité. Así, a mediados de 2009, Devincenzi vendió la cuarta parte indivisa a terceras personas, quienes conocen al intendente de Florencio Varela, Julio César Pereyra. A fines de 2009 se declaró Edificio Histórico.

## Homenajes

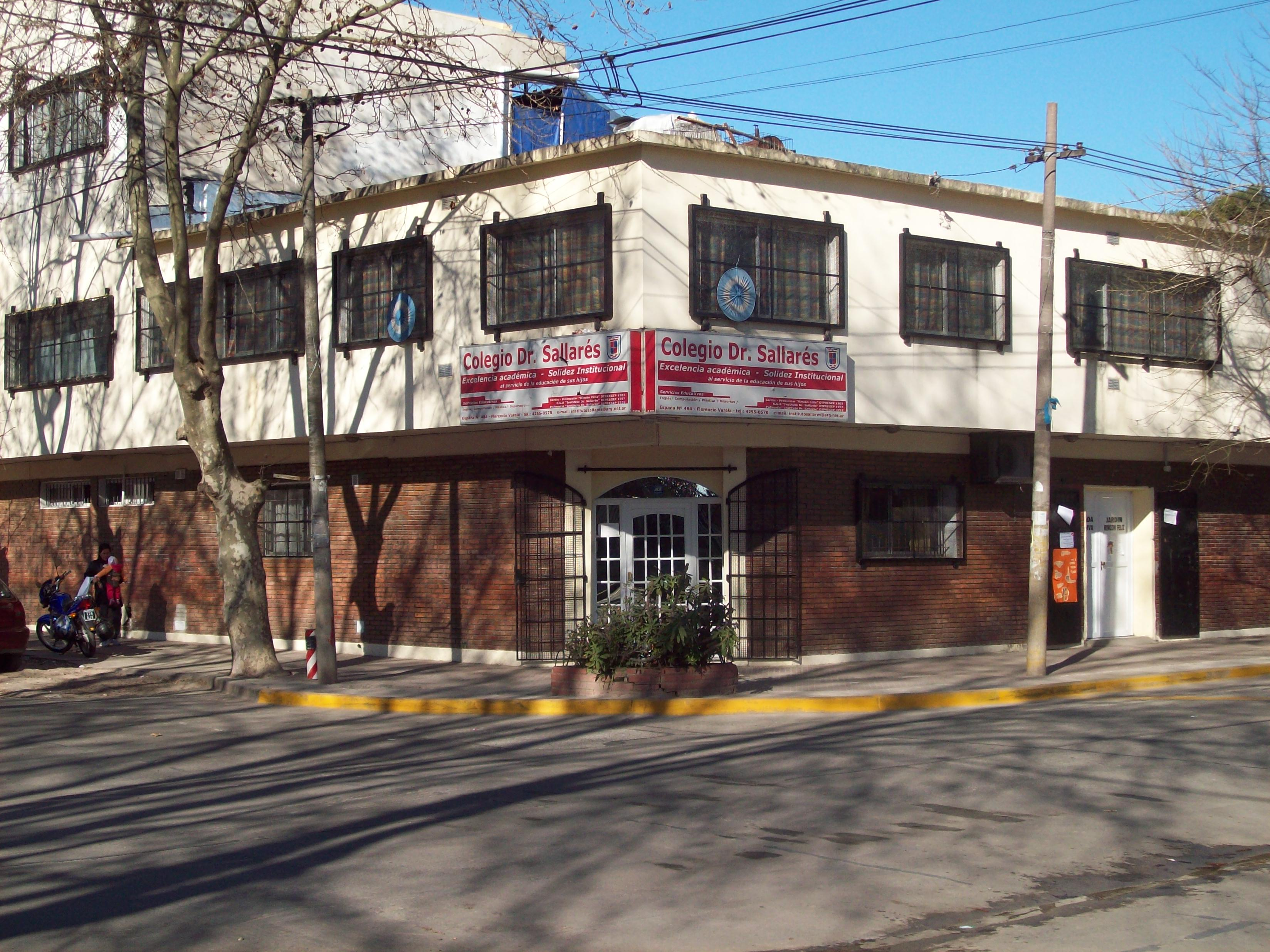
Centro educativo de nivel inicial, primario y secundario que lleva su nombre.

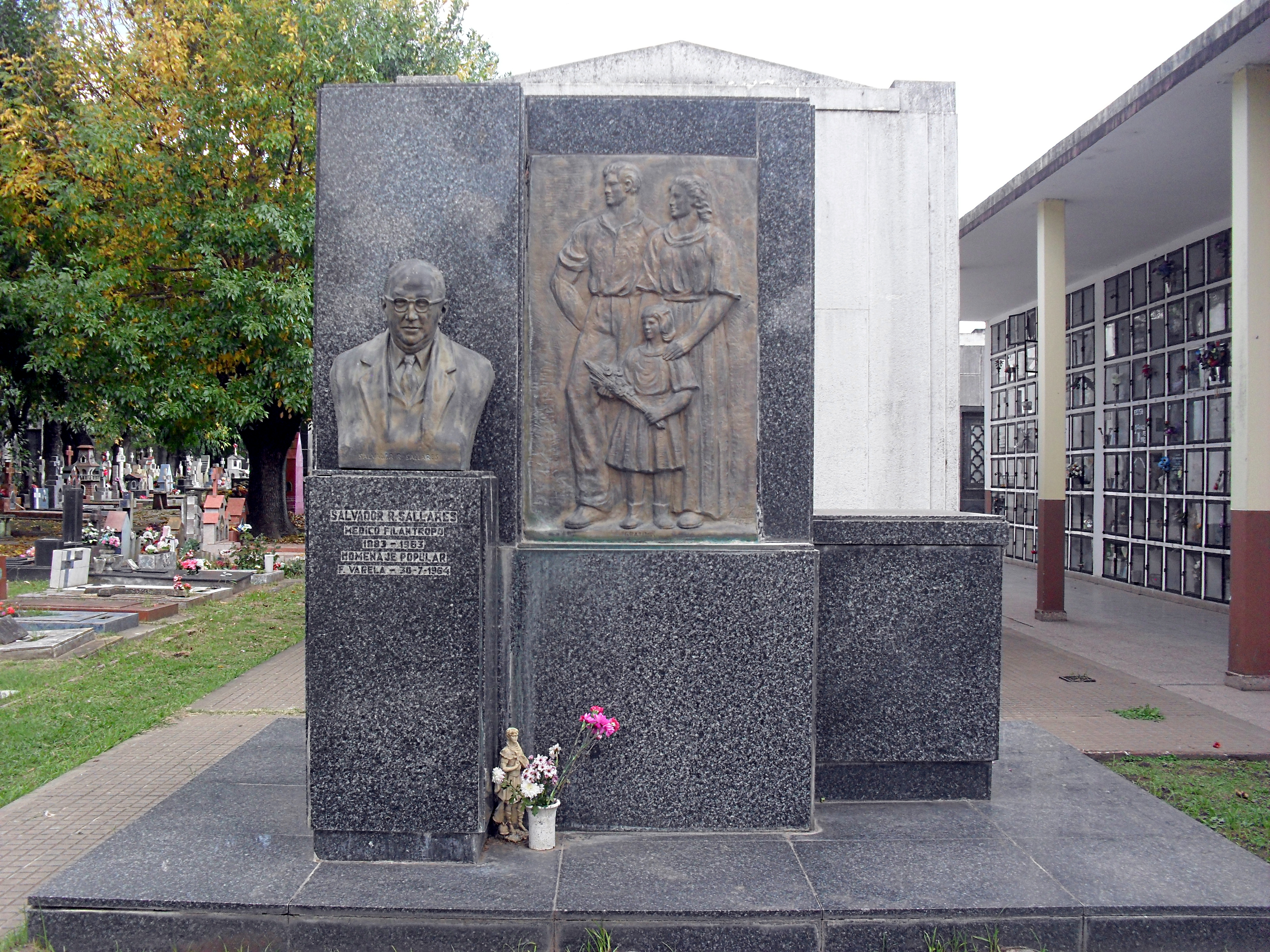
Tumba del Dr. Sallarés en el Cementerio de Florencio Varela.

Menos de una semana después de su muerte, la calle Humberto 1°, arteria donde tenía su residencia Sallarés, fue renombrada en su honor.
Sus restos reposan en su mansoleo en el cementerio local, y en el acto de su sepelio dijo el doctor Alfredo Scrocchi: "Cuando murió el Galeno estuvieron de luto la amistad y el amor".
En su ciudad en que lo vio desarrollando sus tareas de medicina, dos escuelas llevan su nombre: una está ubicada en la intersección de las calles A. del Valle y España. La otra institución educativa es la escuela n° 6, ubicada entre Rosario y Río Traful, en el barrio de San Martín. 
También hay un hogar de ancianos que lleva su nombre, se encuentra en las calles Directorio y Luis Genoud.